# 鴨緑級コルベット
鴨緑級コルベット（アムノクきゅうコルベット）は、朝鮮人民軍海軍のコルベットの艦級。

## 来歴
2012年頃から建造が確認されており、2017年～2018年の間に就役したとみられる。一番艦は東海艦隊に配備されたとされる。東海艦隊の鴨緑級は2023年8月に金正恩総書記の視察を受けた報道にて、名称が「警備艦第661号」であることが判明した。

## 設計

### 船体
対艦ミサイルや魚雷発射管を船体内部に格納することが可能であり、同時期に建造された豆満級コルベットと比較してステルス性を考慮した設計となっている。

### 兵装
主砲は手動操作式の100mm砲だが、MR-104「ドラム・ティルト」によって射撃管制されている。一方で二番艦では76mm速射砲に酷似した自動砲を装備している。
対艦兵器として中央部に4連装発射機を2基装備している。金星3艦対艦ミサイルの他、朝鮮中央通信によると核弾頭巡航ミサイルの発射が可能であるとしている。また、船体両舷後方に連装式魚雷発射管を備えており、シクヴァルに類似したスーパーキャビテーション魚雷を搭載していると推測されている。